# Хараламбос Сфаеллос
Хараламбос Сфаеллос (грец. Χαράλαμπος Σφαέλλος, 1914, Александрія — листопад 2004, Афіни) — грецький архітектор.

## Біографічні відомості
Хараламбос Сфаеллос народився і виріс у грецькій громаді в Александрії, Єгипет. Навчався в середній школі Аверофа середньої школи, яку закінчив 1931 року з відзнакою. У тому самому році він почав вивчати архітектуру у Національному технічному університеті Афін. Після його закінчення 1935 року залишився в Греції. 1945 року, отримавши грант від французького уряду, почав вивчення історії мистецтва та естетики в Інституті мистецтв і міського планування в Сорбонні в Парижі. 1948 року він закінчив Паризький університет.
Після повернення до Греції в 1950 році став головою технічних послуг новоствореної Грецької національної туристичною організацією. Під його керівництвом почалася реалізації загальногрецької програми «Ксенія». 1967 року — професор Паризького університету (до 1988). У той самий час він став консультантом Організації Об'єднаних Націй із розвитку туризму в Західній Африці.
1973 року він остаточно повернувся до Греції. В подальшому співпрацював із Міністерством житлового будівництва, зокрема опікувався організацією робіт із розвиток туризму східних островів Егейського моря. 2000 року заповів весь свій архів Музею Бенакі в Афінах.